# 将吉川氏
将吉川氏（しょうよしかわうじ、しょうよしかわし）は、日本の氏族のひとつ。本姓は皇別氏族の橘朝臣。

## 起源
本姓の橘氏は、葛城王を祖として興った皇別氏族。姓の代表的なものの一つとして源氏・平氏・藤原氏とともに源平藤橘（四姓）と総称されている。
飛鳥時代末、県犬養（あがた（の）いぬかい）三千代が元明天皇から「橘は果物の王なり。その枝は霜雪を恐れずして繁茂し、葉は寒暑を凌ぎて凋まず。しかも光は珠玉と争ひ、色は金銀と交りて益々美し。故に橘を氏とせよ。」と橘氏を賜ったことに始まる。
敏達天皇の曾孫美努王（みのおう）と県犬養三千代の間に葛城王が生まれる。葛城王には異父妹に光明皇后がいて、藤原不比等は義父にあたる。葛城王の妹牟漏女王（むろのおおきみ）は、藤原不比等の子で藤原北家の祖となる藤原房前に降嫁したため、葛城王と藤原氏との関係は極めて深い。後に葛城王は臣籍降下して橘諸兄（たちばなのもろえ）に改名した。
非凡なる力量があった橘諸兄は既に天平3年（731年）から参議に就いて議政官（公卿）を勤めていた。天平9年（737年）に大納言に昇ると、翌10年（738年）には右大臣に、同15年（743年）には左大臣に昇進して聖武・孝謙両天皇の治世期に太政官首班として政治に当たった。天平勝宝2年（750年）正月16日に朝臣の姓を賜りこれ以降橘朝臣を称し、代々公卿を輩出して栄えた。

### 大和吉川氏
大和国に土着して当国の吉川郷の豪族となった。当時は縁起の良い佳字を充てて書いたり、縁起の良い読み方を充てることが一般的であったため、吉川は吉河、吉香、好川、吉賀、木河、禁架と書いたり、ヨシカハ、ヨシガハ、ヨカハ、キッカハ、キッカと読んだり様々に変遷したが、吉川、ヨシカハに統一されるようになった。

## 歴史

### 平安時代・鎌倉時代
桓武平氏流坂東八平氏一門の秩父平氏に仕える。秩父平氏は平将恒を祖とし、平将門の娘春姫の血筋をひき、源平合戦では源氏方で功績を挙げて元暦元年（1184年）に惣領重頼の娘、京姫（郷御前）は源義経の正室に迎えられている。

### 室町時代
関東管領山内上杉氏に仕える。

### 戦国時代
鉢形北条氏に仕える。天正18年（1590年）の豊臣秀吉による小田原征伐によって後北条氏が滅亡した後に帰農。

## 歴代当主

### 本立吉川氏
1. 吉川錦
2. 吉川政直
3. 吉川久史

### 将吉川氏
1. 吉川将司

## 家宝
吉川氏伝家の宝刀、義丸（よしまる）は源氏重代の太刀、膝丸（ひざまる）を研ぎ直す際、刀に宿る御霊（みたま、神霊）を一時的に遷座させる依代として作られた日本刀。鎌倉時代末期、備前長船派（おさふねは）三代目頭領、左兵衛尉景光（さひょうえのじょうかげみつ）作。吉川氏が代々護り伝え、現在は将吉川氏の氏上（うじのかみ）が継承。